# گینزلدورف
گینزلدورف (به آلمانی: Ginseldorf) یک منطقهٔ مسکونی در آلمان است که در هسن واقع شده‌است. گینزلدورف ۷۸۷ نفر جمعیت دارد.